# Aimersbach
Der Aimersbach ist ein rechter und nördlicher Zufluss der Rems in Lorch im Ostalbkreis in Baden-Württemberg. Er ist 5,2 km lang und besitzt ein Wassereinzugsgebiet von etwa 5,0 km², größtenteils im Welzheimer Wald.

## Namensgebung
Im Jahr 1508 wurde der Bach Ainelspach genannt. Vermutlich geht der Name auf den Personennamen Aginolf zurück. Es gibt jedoch alternative Interpretationen: Wie beim nahe gelegenen Götzenbach könnte sich auch der Name des Aimersbachs auf ein Amor-Tempelchen beziehen, das zur Römerzeit zum Kastell Lorch gehörte. Nach diesem soll der Bach benannt sein.

## Geographie

### Verlauf
Der Aimersbach entsteht am Westrand des zum Ortsteil Pfahlbronn von Alfdorf im Rems-Murr-Kreis im östlichen Baden-Württemberg gehörenden Weilers Brech, der inzwischen mit Pfahlbronn zusammengewachsen ist. Das ungleichmäßig schmale, west-östlich laufende Hochebenenband, auf dem beide Hauptorte stehen, ist dort vom beginnenden Steiltal des Baches eingekerbt, der auf einer sumpfigen Wiese am Rande des einsetzenden Waldes neben der Straße Beunden entsteht. Von dort fließt er mit gleichmäßigem Gefälle in Richtung Süden.
Die ersten über zwei Kilometer seines Laufes fließt der Bach in dichtem Talwald, danach etwas weniger lange in einem schmalen Auenband zwischen bewaldeten Hängen, worauf er in den Siedlungsbereich von Lorch eintritt. Am Talausgang, unterhalb des Haldenbergs, wird der Bach verdolt, unterquert so die K 3334 sowie die Eisenbahnlinie, fließt am Friedhof vorbei und mündet in Verlängerung der Straße Am Friedhof hinter einem gewerblichen Gebäude von rechts und Norden in die Rems, weniger als hundert Meter nach der Mündung des Steindobelbachs von gegenüber.
Ungefähr auf der linken Wasserscheide zum Götzenbach läuft der Obergermanisch-Raetische Limes. Seine Trasse zeigen Marksteine an. Zu den Sehenswürdigkeiten gehören in diesem Gebiet mehrere wiedererrichtete Fundamente von Wachttürmen und der Bemberlesstein, an dem Fahrrillen im Schilfsandstein erhalten sind. Teilweise auf dem Limes verläuft ein Waldsportpfad, der beim CVJM-Heim Ausgangs- und Endpunkt hat und in seinem Verlauf mehrere Zuflüsse des Aimersbaches berührt.
Auf dem westlichen Bergrücken vor den rechts benachbarten Tälern des Haselbach- und weiter abwärts Walkersbachs steht der Klotzenhof in einer Rodungsinsel auf der Wasserscheide, im Talgrund des Untertals die Einrichtungen des Schützenvereins sowie der Reiterhof, den Lise Gast gegründet hat.

### Einzugsgebiet
Das etwa 5 km² große Einzugsgebiet des Aimersbachs erstreckt sich als langgezogene Spindel von Pfahlbronn etwa 5 km weit südwärts bis zur Mündung. Quer dazu erreicht es nirgends auch nur 1,5 km Breite. Es grenzt im Westen auf ganzer Länge an das Einzugsgebiet des Walkersbachs, im Osten an das des Götzenbachs, beides ebenfalls Remszuflüsse. Jenseits eines nur kurzen Stücks nördlicher Wasserscheide bei Pfahlbronn fließt die Lein, ein Zufluss des oberen Kochers, der viel tiefer als die Rems ebenfalls den Neckar speist.

### Zuflüsse
Der Aimersbach hat einige Zuflüsse aus Waldklingen von rechts und links, von denen keiner viel länger als einen halben Kilometer ist. Teilweise im Unterschied zu ihren dort benannten Klingen sind sie auf den gängigen Karten alle namenlos.

## Geologie und Landschaft
Der Aimersbach entspringt im Übergangsbereich zwischen der Unterjura-Hochebene um Pfahlbronn und den darunterliegenden Oberkeuper-Schichten. Der Bach selbst gräbt sich dann in die Keuperschichten ein. Die Mündung im breiten quartären Sedimentband um die Rems liegt wohl eben noch über dem Gipskeuper (Grabfeld-Formation); dieser streicht nämlich erst etwas remsabwärts an den unteren Remstalhängen aus.Mapserver des Landesamtes für Geologie, Rohstoffe und Bergbau (LGRB) (Hinweise)
Der Aimersbachs läuft im Naturraum Schwäbisches Keuper-Lias-Land durch die Untereinheiten Vorderer Welzheimer Wald (Nr. 107.32) und zuletzt Oberes Remstal (Nr. 107.11). Die Hochebene, auf der Pfahlbronn steht, gehört zum Naturraum Welzheim-Alfdorfer Platten (Nr. 107.31). Etwa an der Grenze Unterjura/Keuper entstehend, durchläuft er auf dem größten Teil seiner Fließstrecke den Keuper, in dem viele kleine Klingen zulaufen. Das Tal des Aimersbachs ist recht tief eingeschnitten. Viele kleine und kleinste Seitenbäche und Quellen strömen ihm zu. Der Bach durchquert die Schichten von Schilfsandstein und bunten Mergeln.

## Geschichte
An vielen Bächen des Remstales finden sich noch heute alte Bewirtschaftungsspuren. Die Wälder des Schwäbisch Fränkischen Waldes wurden vor allem zur Brennholzgewinnung genutzt. Dazu wurden die Bäche angestaut, um ausreichend Wasser zum Flößen von Meterholz zu haben. Am Aimersbach findet sich noch auf 345,5 m ü. NN ein kleiner Teich am Ende des Oberlaufs, wo die Gemarkungsgrenze von Alfdorf zu Lorch quert und die Engelsklinge zuläuft, und ein alter Flößerdamm in der Nähe der zumündenden Fuchsklinge, die beide der Wasserregulierung dienten.

## Fauna & Flora
Das Tal ist reich an Pflanzen und Tieren. Es gibt mehrere Orchideenarten (Zweiblatt und Knabenkräuter). In den Teichen und künstlich angelegten Tümpeln für Amphibien wachsen Seggen und Binsen sowie Sumpfdotterblume und einzelne Exemplare der Trollblume.
An den Stellen, wo der Schilfsandstein offen liegt, gedeihen Besenheide, Heidelbeeren und Ginster.
Die Wälder waren bis ins letzte Jahrzehnt vornehmlich durch Fichten und Tannen geprägt, in den letzten Jahren gehen die Bemühungen dahin, die Bestände mit Buntlaubhölzern umzutreiben.

### LUBW
Amtliche Online-Gewässerkarte mit passendem Ausschnitt und den hier benutzten Layern: Lauf und Einzugsgebiet des Aimersbachs

Allgemeiner Einstieg ohne Voreinstellungen und Layer: Daten- und Kartendienst der Landesanstalt für Umwelt Baden-Württemberg (LUBW) (Hinweise)
1. 1 2  Höhe nach dem Höhenlinienbild auf dem Hintergrundlayer Topographische Karte.
2. 1 2  Länge nach dem Layer Gewässernetz (AWGN).
3. ↑  Einzugsgebiet abgemessen auf dem Hintergrundlayer Topographische Karte.
4. ↑  Höhe nach blauer Beschriftung auf dem Hintergrundlayer Topographische Karte.

### Andere Belege
1. ↑  Gebhard Mehring: Württembergische Geschichtsquellen 12. 1911, S. 178.
2. ↑  Otto Springer: Die Flussnamen Württembergs und Badens. Kohlhammer, Stuttgart 1930, S. 159.
3. ↑  Hansjörg Dongus: Geographische Landesaufnahme: Die naturräumlichen Einheiten auf Blatt 171 Göppingen. Bundesanstalt für Landeskunde, Bad Godesberg 1961. → Online-Karte (PDF; 4,3 MB)